# Havn
En havn er et til dels indesluttet vandområde, hvor skibe kan lægge til beskyttet mod strøm, bølger og vind. Den delvise afspærring mod det åbne farvand kan være naturlig i form af landtanger eller øer, eller den kan være kunstigt skabt som dæmninger eller moler. Fartøjer kan her blive lastet eller losset for varer, gods eller personer.
De fleste havne er er anlagt på steder, hvor der i forvejen findes naturligt beskyttede vandområder, og de er med andre ord naturhavne. Det kan fx være flodmundinger, fjorde, sunde eller bugte. Havnene i Rotterdam, London og Hamborg er anlagte i flodmundinger, mens New Yorks og Korinths havne ligger i smalle sunde. Havnene i Brest, San Francisco og Trondheim er opståede inde i beskyttede fjorde. I Danmark er havnene i Kalundborg, Åbenrå, Kolding, Vejle, Odense og København udbyggede naturhavne.
I dag bygges ofte kunstige havne på helt ubeskyttede kyster, så havnebassinerne skal beskyttes af moler. Kunstige havne findes i Tripoli, Genova, Hanstholm og Frederikshavn. Århus havn var en naturhavn, som lå i Århus Ås udløb (deraf byens navn Ar-os = "Å-munding"), men allerede tidligt i Middelalderen blev den bygget ud i Århusbugten, og i dag er hele havneanlægget kunstigt.
En havn kan have en havnefoged.

## Havnes type efter beliggenhed
Der skelnes efter beliggenhed mellem to slags havne: naturhavne og kunstige havne.
Naturhavne kan efter deres beliggenhed inddeles i:
1. fjordhavne beliggende i fjorde, beskyttede mod bølger og med et forholdsvis stort opland (især hvis havnen ligger i bunden af en fjord). Det er for disse af vigtighed, at strømmene i fjordmundingen er tilstrækkelige kraftige til at forhindre, at fjorden sander til på grund af sandvandring. I mange tilfælde kan det være nødvendigt at grave kunstige sejlrender fra fjordmundingen ind til havnen.[1]
2. norhavne beliggende ved et nor (vandområde, der med en rende er forbundet med havet), idet strømme i renden forhindrer tilsanding.[2]
3. sundhavne beliggende ved sunde med forholdsvis stor vanddybde, bølgelæ og tilstrækkelig strøm til at forhindre tilsanding.[3]
4. oddelæ-havne beliggende på læsiden af en odde.[2]

Kunstige havne kan være:
1. molehavne, hvor havnen ligger mellem to (eller flere) moler, der fra kysten lukker sig om et vandområde[4]
2. ø-havne, hvor havnen ligger et stykke fra kysten og forenes med denne ved en bro[2].

Kunstige havne kan have tilsandingsproblemer på luvsiden på grund af materialevandring langs kysten og samtidig bevirke erosion på læsiden.

## Ejerforhold
Der skelnes mellem havne efter deres ejerforhold i:
1. statshavne, der styres og vedligeholdes af staten,
2. kommunale havne, der styres og vedligeholdes af kommunerne, og
3. private havne, der ejes af private.

## Toldhavne og frihavne
Havne opdeles efter, hvorvidt de er toldbelagte eller såkaldte frihavne, det vil sige fri for told.

## Havnenes formål
Havne kan opdeles efter deres formål i:
- Fiskerihavn
- Flådehavn
- Færgehavn
- Industrihavn
- Lystbådehavn
- Trafikhavn[6]
- Havne med flere formål

### Fiskerihavn
Fiskerihavne placeres som hovedregel i nærheden af fiskebankerne eller med gode besejlingsforhold til disse. De største, danske fiskerihavne findes i nordsøhavnene Skagen, Hirtshals, Thyborøn, Strandby og Hanstholm, og de er inddelt, så det sikrer en hurtig og rationel losning af fangsterne. Spisefisk skal først til auktionshallen, og derfor losses de fra et særskilt bassin, mens losning af industrifisk sker fra et andet bassin.
Fiskerihavne kan være forsynede med auktionshaller til fiskeauktioner, frysehuse og fiskeforædlingsvirksomheder (fiskeindustri). Tidligere havde mange selv mindre havne en fiskehandel på havnen.

### Flådehavn
Krigsskibene har deres basishavne på steder, som ligger strategisk i forhold til flådens opgaver, eksempelvis på steder uden eller med ubetydelige tidevandsforhold og uden fare for, at havnen fryser til om vinteren.
Flådehavne er udstyrede med ammunitionsdepoter, egne reparationsværksteder eller -værfter, overvågningsudstyr og mandskabslokaler og så videre. Sveriges flådehavn ligger i Karlskrona, Storbritannien har en flådehavn i Scapa Flow, den franske middelhavsflåde ligger i Toulon, og den russiske højsøflåde i Murmansk. I Danmark er krigsskibe stationerede i flådehavnen i Frederikshavn.

### Færgehavn
Færgehavne placeres på steder, hvor behovet for overfart er stort og (som regel) overfartstiden forholdsvis kort. Kajanlæg i færgehavne udformes således, så de kan modtage færgerne ved direkte indsejling til færgelejet.
Færgehavne vil være forsynede med en rejseterminal med billetsalg og billetkontrol, ventesal med toiletter, kiosker og lignende samt adgangsfaciliteter til og fra færgerne for de gående (som regel hævet over færgens dæk for biler og/eller togvogne).
Anløbssteder til bilfærger forsynes med landfaste ramper, som færgerne kan sænke deres klapper mod. Bilfærgelejer stiller desuden krav om store opmarcharealer for biler, idet lastbiler holdes for sig. Det skyldes, at bilernes fordeling på færgen skal være således, at den vil være i balance også i rum sø og derved undgå at krænge over. Hvis færgen har mere end et bildæk, vil dette også påvirke den rækkefølge, bilerne kører ombord på færgen på.
Jernbanefærgelejer må indrettes med forholdsvis lange, skinnebærende ramper med helt små stigninger på skinnelegemet.

### Industrihavn
Industrihavne er beregnede på lastning og losning af bulkgods som kul og malm eller olie og naturgas. De lægges derfor som regel på steder, hvor der er særligt gode dybdeforhold: i Danmark er havdybderne eksempelvis så ringe, at havnene ikke kan modtage store skibe, men havneanlæggene ved Stigsnæs og Ensted kan tage skibe med en dybgang på op til 17,5 m.

### Lystbådehavn
Lystbådehavne ligger som regel i tilknytning til byer, især med områder med gode rekreationsmuligheder. Mange moderne lystbådehavnene er omdannede til marinaer, hvor der ud over selve lystbådebassinet også findes slæbested til søsætning, klubhuse, masteskure, butikker og plads på land til overvintring og forårsklargøring af bådene.

### Trafikhavn
Trafikhavnen er som regel den afgørende del af en moderne havn. De omfattende skinne- og vejanlæg, kraner af forskellige typer, parkeringspladser, pakhuse, depoter og oplagspladser supplerer de egentlige havneanlæg, havnebassiner, kajer og moler. Den voldsomme udvikling af containertransporten har bevirket, at havnene konstant må udbygges kraftigt på landsiden, så de mange containere kan opbevares sikkert og betryggende, indtil de kan hentes. I Skandinavien er "Skandiahamnen" i Göteborg den største containerhavn, og i Danmark er det Århus havn.

## Havnens bestanddele
En havn består i princippet af to dele: dels et vandområde, et eller flere havnebassiner til de besøgende skibe, dels et tørt område, molen eller kajen, til betjening af skibene. Kajanlægget vil efter forholdene være indrettet med fortøjningsmuligheder, opbevaringsmuligheder for gods til ind- og udskibning (lagerpladser, pakhuse, siloer, tanke med mere), hjælpeudstyr i forbindelse med losningen (kraner) samt de fornødne færdselsmuligheder (veje eller jernbanespor).

### Havnebassiners krav
Kravene til havnens bassiner er to:
1. der skal være tilstrækkelig vanddybde til, at skibe med stor dybgang kan komme ind og lægge til ved kaj,
2. havnebassinet skal være tilstrækkeligt stort til, at skibe enten ved egen hjælp eller med bistand fra slæbebåde kan manøvrere (fx vende, hvis dette er nødvendigt).

For at opfylde det første krav er der to muligheder:
enten kan havnebassinet holdes tilstrækkeligt dybt ved, om fornødent, løbende at uddybe det ved fare for tilsanding fx med dertil indrettede muddermaskiner,
eller havnen kan bygges ud i havet ved opfyldninger indtil, at den fornødne dybgang sikres ad naturlig vej. Ikke så få havne, der oprindeligt blev byggede i forholdsvis lavvandede områder, er siden så at sige "flyttet udad" i form af opfyldninger af de tidligere, nu for lavvandede vandområder. Dette gælder blandt andre Aarhus havn.
Det andet krav kan kun opfyldes, hvis havnebassinet har en tilstrækkelig diameter til, at de største skibe frit kan vende rundt i dette.
Havne kan have flere bassiner, dels for at opfylde forskellige formål, som det er ønskeligt at holde adskilte (fx færgehavne, godshavne og lystbådehavne), dels af tekniske årsager. Dette sidste gælder forhavne og dokhavne.

### Forhavne
Hvis havnen ligger på en åben kyst således, at der kan rejse sig bølger af betydning, vil det ofte af hensyn til den nødvendige ro i selve havnebassinerne være hensigtsmæssigt foran disse at indrette en forhavn, i hvilken de gennem havnemundingen indtrædende bølger kan forløbe og afgive deres kraft. I forhavnen vil desuden skibene være i stand til at løbe farten af sig, lige som sejlskibene her vil kunne bjerge deres sejl og så videre. Forhavnen gør altså i så henseende tjeneste som en slags red. Mens bredden og dybden af den ydre havnemunding, lige som også størrelsen og dybden af forhavnen, hovedsagelig bestemmes under hensyn dels til skibenes størrelse, dels til de bølger, der kan optræde her, er det væsentlig fartøjernes art og størrelse, der bestemmer størrelsen af den indre havnemunding, og af inderhavnen. Ofte er en større havn ikke indskrænket til et enkelt indrebassin, men indbefatter flere sådanne bassiner af uens størrelse, dybde og form efter deres nærmere formål.

### Dokhavne
På steder, hvor der er tidevand af betydning, vil der ofte være særegne bassiner, de såkaldte dokbassiner eller dokhavne, aflukkede fra den øvrige del af havnen og forhavnen, ved sluser således, at man ved disse er i stand til at holde flodtidens vandspejl i dokbassinet, mens vandspejlet i den øvrige havn (tidevandsbassinet) varierer mellem flod og ebbe. Skibene kan da kun passere ind og ud af dokbassinet ved flodtid, altså hver 12 time 25 minut, men da forhavnen og farvandet umiddelbart i havnens nærhed i reglen heller ikke kan besejles på grund af manglende dybde uden ved flodtid, i alt fald af de større skibe, spiller det en mindre rolle, at de kun kan komme ind og ud af dokbassinet ved flodtid. I havne, hvor dybden er stor nok til, at skibene kan sejle ud og ind, selv ved ebbe, vil man sjældent træffe dokbassiner. Sådanne havne benævnes "åbne" havne (dette gælder fx de fleste norske havne). Med den i begyndelsen af det 20. århundrede byggede ny trafikhavn ved Esbjerg gik man således bort fra dokhavns-systemet, idet den blev indrettet som tidevandshavn. Det kan dog undertiden være af vigtighed af hensyn til skibets Losning og ladning, at vandstanden i bassinet, og altså også skibet, holdes i nogenlunde konstant højde i forhold til kajen, og dette kan kun opnås ved indretning af dokbassiner. En mellemvej mellem disse to arter af havne dannes af de i enkelte engelske havne forekommende halvtidedokker (Half-tide-docks), der i hovedsagen er indrettede som dokhavne, men hvor lukket for bassinet holdes åbent fra halv flod til halv ebbe, lukket (altså sejladsen spærret) fra halv ebbe til halv flod; i den første periode stiger og falder vandet i halvtidedokken, altså mellem flod og halv ebbe, og i den sidste periode holdes altså sidstnævnte vandstand tilbage i bassinet, mens vandet i forhavnen falder til ebbe og atter stiger til samme højde som i dokken. Lukkerne for dokbassinerne er i reglen altid stemmeporte, der åbnes ind mod dokbassinet og således giver vandet og skibene adgang, når vandspejlet i forhavnen står i samme højde som vandet i dokbassinet (ved flodtid), mens de holder vandet tilbage, når det i forhavnen står lavere end i dokbassinet (ved ebbetid); sjældnere anvendes vifte- eller skydeporte.
Den eneste dokhavn i Danmark og de skandinaviske lande er Esbjerg, den har et ca. 5 ha stort dokbassin med 5,65 m’s vanddybde ved almindelig flod. Til den slags tidevandshavne, hvor dybden er så stor, at skibene ikke kommer på grund ved ebbe, og som altså ikke behøver dokbassiner, hører blandt andre Hamborgs havn.
Lidt specielt kan nævnes, at i mange havne var det i det 20. århundrede almindeligt i større havne at have skibsreparationsbassiner knyttede til et skibsværft og her ofte også en tørdok.

## Havnenes udviklingshistorie
Havnenes udviklingshistorie kan i hovedsagen inddeles i tre perioder:
1. den førindustrielle havn (indtil 1820)
2. den industrielle tidsalders havn (1820-1970)
3. den postindustrielle havn (efter 1970)

De førindustrielle havne var kendetegnede ved, at godsomsætning udgjorde den vigtigste funktion i havnene. Havnene var derfor i almindelighed kun udstyrede med toldbygning, vejerbygning og pakhuse.
Den industrielle tidsalders havne var indrettede efter deres specielle formål med bygninger, teknisk udstyr (kraner, sporanlæg og lignende).
Den postindustrielle havn kendetegnes ved, at havnen har mistet de fleste af sine funktioner fra den industrielle tidsalder:
1. færgehavne er i stort omfang blevet afviklede og afløste af faste forbindelser (broer eller tunneller), hvor dette har været muligt. Hvor færgefarten er fortsat, er de gamle færger ofte blevet afløste af nye typer som katamaranskibe;
2. tidligere tiders stykgods er blevet afløst af containere, som stiller ganske andre krav til skibenes dybgang, krananlæg og oplagspladser. Kun de færreste havne kan tilgodese disse krav, og følgen har været en koncentration af containertrafikken på disse få havne, hvorfra den videre transport med lastbil sker;
3. fiskekuttere er blevet afløste af trawlere, og fiskeriet er som følge heraf blevet samlet på færre havne med større dybgang og faciliteter til disse skibe;
4. de afviklede havneområder bliver i stigende grad anvendte til andre formål, enten lystbådehavne eller kontor- og boligformål.

## Havnes betydning
Havnes betydning kan måles på flere måder:
1. antallet af hjemmehørende skibe;
2. antallet af besøgende skibe;
3. omfanget af ind- og udskibet gods;
4. omfanget af rejsende (såvel gennemrejsende som turister, fx besøgende med krydstogtskibe);
5. størrelsen af det bagland, som havnen betjener;
6. havnens betydning som arbejdsplads (direkte eller indirekte folk, der bruger havnen i deres virke fx fiskere og søfarende).

### Omfang af godsomsætning
Verdens største havne efter godsomfang i millioner ton 2009 var:
1. Shanghai (Kina) 505,7
2. Singapore (Singapore) 472,3
3. Rotterdam (Holland) 386,9
4. Tianjin (Kina) 381,1
5. Ningbo (Kina) 371,5
6. Guangzhou (Kina) 364,0
7. Qingdao (Kina) 274,3
8. Qinhuangdao (Kina) 243,8
9. Hongkong (Kina) 242,9
10. Busan (Sydkorea) 226,1

De fem største havne i Europa var i 2008:
1. Rotterdam 421 mio. ton
2. Antwerpen 189 mio. ton
3. Hamborg 140 mio. ton
4. Marseille 96 mio. ton
5. Amsterdam 94 mio. ton

Göteborg 43. mio ton (22 plads i Europa, størst i Norden).